# Pöhlenwalde
Pöhlenwalde ist ein untergegangener Ort im Gebiet der heutigen Oblast Kaliningrad (Gebiet Königsberg (Preußen)) in der Russischen Föderation. Die Ortsstelle liegt im Bereich des Munizipalkreises Prawdinsk (Friedland).

## Geographische Lage
Die heute kaum noch erkennbare Ortsstelle von Pöhlenwalde liegt in der südlichen Mitte der Oblast Kaliningrad und vier Kilometer nördlich der Staatsgrenze zu Polen. Bis zur einstigen und heute in Polen gelegenen Kreisstadt Bartenstein (polnisch Bartoszyce) sind es 17 Kilometer in südlicher Richtung.

## Geschichte
Das Vorwerk Pöhlenwalde wurde gebildet, nachdem der Abbau Pöhlenwalde mit dem Waldhaus Pöhlen am 29. März 1863 aus dem Gutsbezirk Pöhlen (russisch Wernoje) in den Gutsbezirk Klein Klitten (russisch Storoschewoje) umgegliedert worden war. Im Jahre 1905 zählte Pöhlenwalde sieben Einwohner.
Als am 30. September 1928 Klein Klitten nach Redden (russisch Pogranitschnoje) umgemeindet wurde, wurde auch Pöhlenwale eine Ortschaft in dieser Gemeinde.
In Kriegsfolge wurde 1945 das gesamte nördliche Ostpreußen an die Sowjetunion überstellt. Pöhlenwalde wurde wohl nicht wieder besiedelt, denn es fehlen dazu die Belege, und eine etwaige russische Namenform ist auch nicht bekannt. Gewiss spielt die Grenznähe eine Rolle dazu, dass die Ortsstelle verwaist ist und der Ort als untergegangen gilt. Als Wüstung liegt das ehemalige Pöhlenwalde im Bereich der Selbstverwaltungseinheit Rajon Prawdinsk (Munizipal-/Stadtkreis Friedland) in der Oblast Kaliningrad (Gebiet Königsberg (Preußen)) der Russischen Föderation.

## Kirche
Bis 1945 war Pöhlenwalde in die evangelische Kirche Domnau (russisch Domnowo) in der Kirchenprovinz Ostpreußen der Kirche der Altpreußischen Union, außerdem in die römisch-katholische Kirche St. Bruno in Bartenstein (polnisch Bartoszyce) im damaligen Bistum Ermland eingepfarrt.

## Verkehr
Die Ortsstelle Pöhlenwalde liegt westlich der Straße Domnowo (Domnau)–Schirokoje (polnisch Szczurkowo, deutsch Schönbruch) und ist nur über unwegsames Gelände zu erreichen.